# William Saliba
William Alain André Gabriel Saliba (Bondy, Distrito de Bobigny, Sena-Saint Denis, 24 de marzo de 2001) es un futbolista francés que juega como defensa en el Arsenal F. C. de la Premier League de Inglaterra.

## Trayectoria

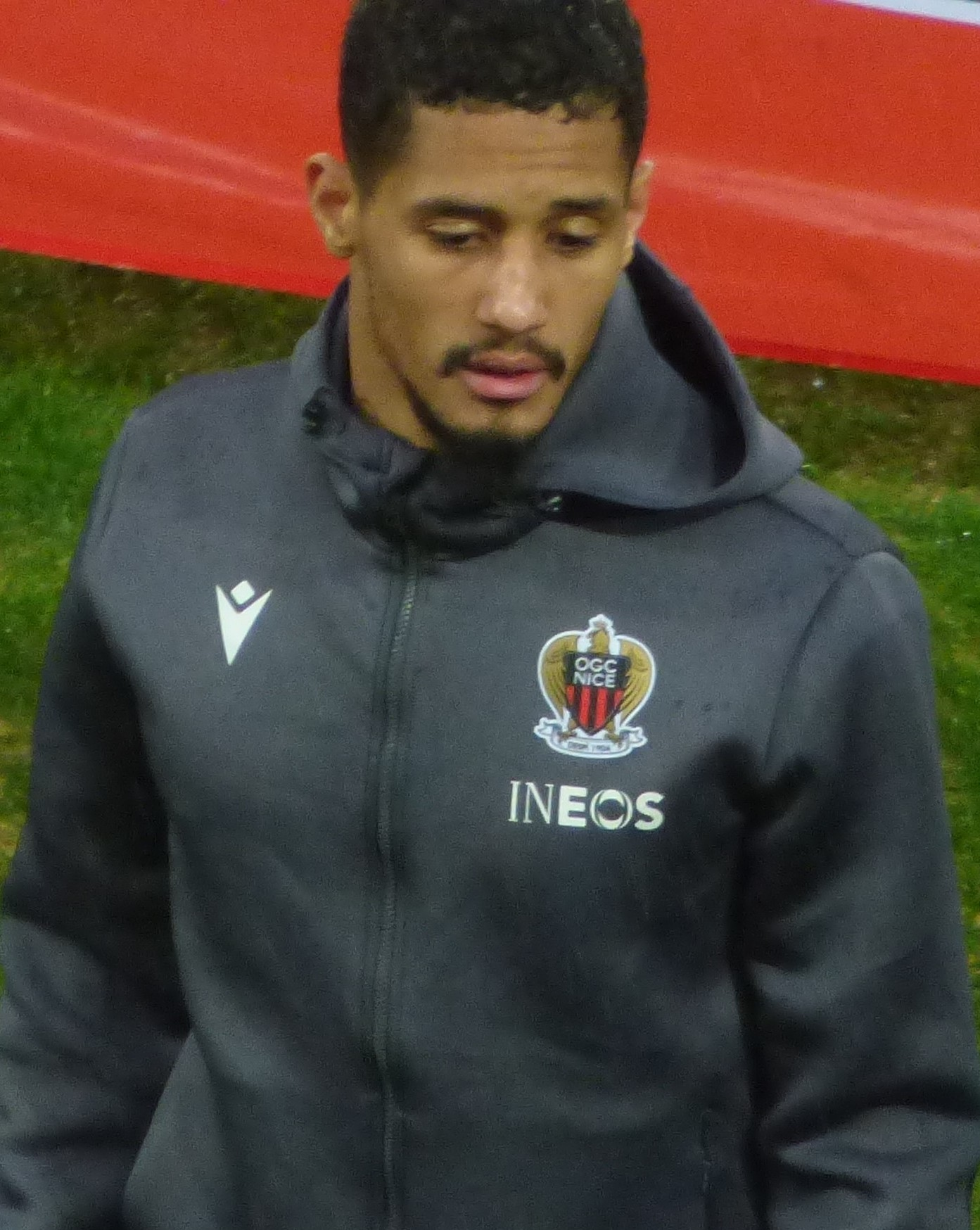
Saliba en Niza

Saliba empezó a jugar fútbol desde los seis años, aprendiendo bajo la dirección de Wilfrid Mbappé, entrenador de fútbol y padre de Kylian Mbappé, ambos asistían a la misma escuela. Pasó por los equipos juveniles de AS Bondy y Montfermeil hasta que finalmente en 2016 cuando tenía 15 años se integró a Saint-Étienne, firmando su primer contrato profesional dos años después, el 30 de mayo de 2018. Para entonces, Saliba ya tenía una temporada en la cual disputó 34 partidos entre los campeonatos nacionales sub-19 y sub-17, una aparición en reserva y una convocatoria en el equipo profesional.
El 25 de septiembre de 2018, Saliba hizo su debut profesional con el primer equipo del Saint-Étienne en la victoria por 3–2 sobre Toulouse, por la séptima fecha de la temporada 2018/19 de la Ligue 1. En su temporada debut acumuló 16 partidos.

### Arsenal
El 25 de julio de 2019 el Arsenal F. C. de la Premier League de Inglaterra anunció la contratación de Saliba de 18 años por cinco temporadas, cediéndolo el primer año a su ahora antiguo club A. S. Saint-Étienne. En verano de 2020 pasaría a formar parte del club londinense, aunque el equipo francés intento, sin éxito, alargar la cesión para que pudiera disputar la final de la Copa de Francia.
Sin llegar a jugar ningún partido con el primer equipo, en enero de 2021 fue cedido al O. G. C. Niza hasta final de temporada. En julio del mismo año fue prestado al Olympique de Marsella para todo el curso 2021-22.

## Selección nacional
Ha sido internacional con la selección de fútbol de Francia en sus categorías inferiores. Ha disputado encuentros con la sub-16 (7 partidos y 1 gol), sub-17 (6 partidos y 1 gol), sub-18 (5 partidos y 1 gol además de ser capitán en algunos encuentros) y sub-19 (3 partidos).
En mayo de 2019 fue convocado a la selección sub-20 para disputar la Copa Mundial de Fútbol Sub-20 de 2019 realizada en Polonia, sin embargo, una lesión con el Saint-Étienne causó que se tuviera que perder el torneo, siendo reemplazado a última hora por Jean-Clair Todibo.
El 25 de marzo de 2022 debutó con la selección absoluta en un amistoso ante Costa de Marfil que los franceses ganaron por dos a uno.

### Participaciones en Copas del Mundo
| Mundial      | Sede  | Resultado  | Partidos | Goles |
| ------------ | ----- | ---------- | -------- | ----- |
| Mundial 2022 | Catar | Subcampeón | 1        | 0     |

### Participaciones en Eurocopas
| Copa          | Sede     | Resultado   | Partidos | Goles |
| ------------- | -------- | ----------- | -------- | ----- |
| Eurocopa 2024 | Alemania | Semifinales | 6        | 0     |

## Estadísticas
Actualizado el 18 de mayo de 2025.
| Club | Div.          | Temporada     | Liga  | Liga  | Copas nacionales(1) | Copas nacionales(1) | Copas internacionales(2) | Copas internacionales(2) | Total | Total |
| Club | Div.          | Temporada     | Part. | Goles | Part.               | Goles               | Part.                    | Goles                    | Part. | Goles |
| --- | ------------- | ------------- | ----- | ----- | ------------------- | ------------------- | ------------------------ | ------------------------ | ----- | ----- |
| A. S. Saint-Étienne II Francia | 5.ª           | 2017-18       | 1     | 0     | —                   | —                   | —                        | —                        | 1     | 0     |
| A. S. Saint-Étienne II Francia | 4.ª           | 2018-19       | 2     | 0     | —                   | —                   | —                        | —                        | 2     | 0     |
| A. S. Saint-Étienne II Francia | Total club    | Total club    | 3     | 0     | 0                   | 0                   | 0                        | 0                        | 3     | 0     |
| A. S. Saint-Étienne Francia | 1.ª           | 2018-19       | 16    | 0     | 3                   | 0                   | —                        | —                        | 19    | 0     |
| A. S. Saint-Étienne Francia | 1.ª           | 2019-20       | 12    | 0     | 3                   | 0                   | 2                        | 0                        | 17    | 0     |
| A. S. Saint-Étienne Francia | Total club    | Total club    | 28    | 0     | 6                   | 0                   | 2                        | 0                        | 36    | 0     |
| Arsenal F. C. Inglaterra | 1.ª           | 2020-21       | 0     | 0     | 0                   | 0                   | 0                        | 0                        | 0     | 0     |
| O. G. C. Niza Francia | 1.ª           | 2020-21       | 20    | 1     | 2                   | 0                   | —                        | —                        | 22    | 1     |
| O. G. C. Niza Francia | Total club    | Total club    | 20    | 1     | 2                   | 0                   | 0                        | 0                        | 22    | 1     |
| Olympique de Marsella Francia | 1.ª           | 2021-22       | 36    | 0     | 3                   | 0                   | 13                       | 0                        | 52    | 0     |
| Olympique de Marsella Francia | Total club    | Total club    | 36    | 0     | 3                   | 0                   | 13                       | 0                        | 52    | 0     |
| Arsenal F. C. Inglaterra | 1.ª           | 2022-23       | 27    | 2     | 2                   | 0                   | 4                        | 1                        | 33    | 3     |
| Arsenal F. C. Inglaterra | 1.ª           | 2023-24       | 38    | 2     | 2                   | 0                   | 10                       | 0                        | 50    | 2     |
| Arsenal F. C. Inglaterra | 1.ª           | 2024-25       | 35    | 2     | 5                   | 0                   | 11                       | 0                        | 51    | 2     |
| Arsenal F. C. Inglaterra | Total club    | Total club    | 100   | 6     | 9                   | 0                   | 25                       | 1                        | 134   | 7     |
| Total carrera | Total carrera | Total carrera | 187   | 7     | 20                  | 0                   | 40                       | 1                        | 247   | 8     |
| (1)Incluye datos de la Copa de la Liga de Francia (2018-19) y la Copa de Francia (2018-19 y 2019-20). (2)Incluye datos de la Liga de Campeones de la UEFA y la Liga Europa de la UEFA (2019/20). |               |               |       |       |                     |                     |                          |                          |       |       |

## Palmarés

### Títulos nacionales
| Título           | Club          | País       | Año  |
| ---------------- | ------------- | ---------- | ---- |
| Community Shield | Arsenal F. C. | Inglaterra | 2020 |
| Community Shield | Arsenal F. C. | Inglaterra | 2023 |

## Vida privada
Tiene ascendencia camerunesa.